# Xızı (district)
Xızı (ook geschreven als Khyzi) is een district in Azerbeidzjan.
Xızı telt 15.300 inwoners (01-01-2012) op een oppervlakte van 1850 km²; de bevolkingsdichtheid is dus 8,3 inwoners per km².